# Gironde-sur-Dropt
Gironde-sur-Dropt è un comune francese di 1 167 abitanti situato nel dipartimento della Gironda nella regione della Nuova Aquitania.

## Società

### Evoluzione demografica
Abitanti censiti